# Nimbari
Die Sprache Nimbari gehörte zur Sprachgruppe der Adamaua-Sprachen. Sie zählte zu dem Leko-Nimbari-Sprachen innerhalb der Savannensprachen. Nimbari wurde im nördlichen Kamerun gesprochen. 
Die Nimbari-Sprecher haben mittlerweile alle zum Französischen gewechselt, welches neben dem Englischen die alleinige Amtssprache des Landes ist.